# 萨勒河畔维尔弗斯豪森
萨勒河畔维尔弗斯豪森是德国巴伐利亚州的一个市镇。总面积18.13平方公里，总人口1464人，其中男性736人，女性728人（2011年12月31日），人口密度81人/平方公里。